# 乌海慕
乌海慕（西班牙語：Mauricio Wollheimer，1828年11月19日—1906年）是一名墨西哥外交官，1893年到1899年间他曾出任墨西哥驻日本大使兼驻中国公使。

## 生平
乌海慕出生在德国，他的祖父是来自布雷斯勞的羊毛商。
1883年6月11日乌海慕进入墨西哥外交部。
他和霍塞·玛丽亚·拉斯坤是墨西哥政府派往日本政府的第一批外交官之一。他们在日本参加双方友好、贸易和船运条约的谈判。1887年12月3日乌海慕在一份信件中提到这个谈判。
1883年墨西哥总统曼努埃尔·冈萨雷斯·弗洛雷斯政府签署法律鼓励和促进咖啡种植。1893年乌海慕与22名其他股东一起创办日本与墨西哥殖民团体。这些其他股东中包括榎本武揚和当时日本驻旧金山领事馆的一级秘书。这个协会出售向墨西哥恰帕斯州移民和种植咖啡的权利。1897年6月5日第一批共35名移民来到塔帕丘拉。由于殖民地内的状况恶劣一部分移民逃离，其中约10名持枪者跑到墨西哥城要求向日本领事抗议。就连殖民地的首领也建议只让自由人到墨西哥殖民，这样他实际上也承认了在移民中有农奴。
1891年8月24日乌海慕被任命为驻日本大使馆秘书。1893年8月25日他向日本政府提交被任命为大使馆领导人的证件。1897年6月14日他被正式命名为全权大使，同年9月18日他向日本政府通知这个升级。1899年1月28日他离开日本，同年2月10日他退休。日本政府授予他瑞寶章。
虽然乌海慕已退休，但是1900年11月6日他还代表墨西哥政府与尼加拉瓜政府签署了一份友谊和贸易协议。